# Justin Robinson (cestista 1997)
Justin Robinson (Manassas, 12 ottobre 1997) è un cestista statunitense.

## Statistiche

### NCAA
| Anno      | Squadra           | PG  | PT  | MP   | TC%  | 3P%  | TL%  | RP  | AP  | PRP | SP  | PP   |
| --------- | ----------------- | --- | --- | ---- | ---- | ---- | ---- | --- | --- | --- | --- | ---- |
| 2015-2016 | Virg. Tech Hokies | 35  | 19  | 23,2 | 42,0 | 35,1 | 73,0 | 1,8 | 2,8 | 0,6 | 0,1 | 7,3  |
| 2016-2017 | Virg. Tech Hokies | 33  | 33  | 31,5 | 41,3 | 35,8 | 76,9 | 3,2 | 4,8 | 0,7 | 0,2 | 10,4 |
| 2017-2018 | Virg. Tech Hokies | 33  | 33  | 30,9 | 46,4 | 39,8 | 78,2 | 2,8 | 5,6 | 1,2 | 0,1 | 14,0 |
| 2018-2019 | Virg. Tech Hokies | 24  | 20  | 29,7 | 47,3 | 41,8 | 81,1 | 3,2 | 5,0 | 1,6 | 0,1 | 13,5 |
| Carriera  | Carriera          | 125 | 105 | 28,7 | 44,5 | 38,5 | 77,3 | 2,7 | 4,5 | 1,0 | 0,1 | 11,1 |

#### Massimi in carriera
- Massimo di punti: 35 vs Syracuse (26 gennaio 2019)[1]
- Massimo di rimbalzi: 9 vs Maryland-Baltimore County (28 dicembre 2016)
- Massimo di assist: 13 vs Central Connecticut State (1º dicembre 2018)
- Massimo di palle rubate: 4 (3 volte)
- Massimo di stoppate: 1 (14 volte)
- Massimo di minuti giocati: 43 vs Virginia (10 febbraio 2018)

### NBA

#### Regular Season
| Anno      | Squadra          | PG | PT | MP   | TC%  | 3P%  | TL%  | RP  | AP  | PRP | SP  | PP  |
| --------- | ---------------- | -- | -- | ---- | ---- | ---- | ---- | --- | --- | --- | --- | --- |
| 2019-2020 | Wash. Wizards    | 9  | 0  | 5,4  | 41,7 | 60,0 | -    | 0,6 | 0,8 | 0,0 | 0,1 | 1,4 |
| 2020-2021 | Oklahoma Thunder | 9  | 0  | 9,8  | 33,3 | 28,6 | 60,0 | 0,8 | 1,0 | 0,3 | 0,0 | 2,3 |
| 2021-2022 | Milwaukee Bucks  | 17 | 0  | 11,6 | 31,6 | 27,0 | 100  | 0,8 | 1,2 | 0,5 | 0,0 | 2,8 |
| 2021-2022 | Sacramento Kings | 3  | 0  | 5,0  | 12,5 | 0,0  | -    | 0,3 | 0,7 | 0,0 | 0,0 | 0,7 |
| 2021-2022 | Detroit Pistons  | 5  | 0  | 18,2 | 32,1 | 38,1 | 33,3 | 1,4 | 1,8 | 0,2 | 0,2 | 5,6 |
| Carriera  | Carriera         | 43 | 0  | 10,3 | 31,7 | 31,3 | 53,8 | 0,8 | 1,1 | 0,3 | 0,0 | 2,6 |

#### Massimi in carriera
- Massimo di punti: 11 vs Detroit Pistons (2 novembre 2021)[2]
- Massimo di rimbalzi: 3 (5 volte)
- Massimo di assist: 4 (2 volte)
- Massimo di palle rubate: 4 vs Indiana Pacers (25 ottobre 2021)
- Massimo di stoppate: 1 (2 volte)
- Massimo di minuti giocati: 27 vs Miami Heat (21 ottobre 2021)

### G League
| Anno      | Squadra          | PG | PT | MP   | TC%  | 3P%  | TL%  | RP  | AP  | PRP | SP  | PP   |
| --------- | ---------------- | -- | -- | ---- | ---- | ---- | ---- | --- | --- | --- | --- | ---- |
| 2019-2020 | Capital C. Go-Go | 18 | 16 | 32,8 | 46,0 | 39,4 | 65,1 | 3,5 | 6,3 | 1,6 | 0,3 | 14,2 |
| 2019-2020 | Del. Blue Coats  | 15 | 8  | 29,2 | 42,1 | 29,2 | 66,7 | 3,6 | 5,9 | 1,1 | 0,0 | 14,1 |
| 2020-2021 | Del. Blue Coats  | 13 | 13 | 31,1 | 38,9 | 40,0 | 62,9 | 3,4 | 6,0 | 1,7 | 0,4 | 15,5 |
| 2021-2022 | Wisconsin Herd   | 1  | 1  | 32,0 | 41,7 | 33,3 | 60,0 | 6,0 | 7,0 | 4,0 | 0,0 | 17,0 |
| Carriera  | Carriera         | 47 | 38 | 31,2 | 42,5 | 36,2 | 64,7 | 3,6 | 6,1 | 1,5 | 0,2 | 14,6 |